# Йоганн фон Коморжинський
Йоганн фон Коморжинський (англ. Johan von Komorzynski; 1843-1912) — економіст Австрійської школи, колишній студент і один з інтелектуальних продовжувачів Карла Менгера. У 1890 році він отримав диплом під керівництвом Карла Менгера за статтю про теорію вартості, пов’язавши її з попередньою інтелектуальною роботою на ту саму тему (Коморжинський: 1869 ).
Після успішної понад двадцятирічної роботи судовим юристом Йоганн фон Коморжинський став засновником і президентом «Wiener Advokatenclub» («Віденський клуб юристів»).
У своїх пізніших роботах він рішуче виступав проти теорії заробітної плати Карла Маркса та Йоганна Генріха фон Тюнена (зокрема роботи Коморжинського: 1893 та 1897 ). Його робота «Die nationalökonomische Lehre vom credit» (1903) («Вчення про кредит у політичній економії»), яку він опублікував в останнє десятиліття свого життя, нне була прийнята австрійською школою в цілому. На думку Роберта Мейєра, підхід Йогана фон Коморжинського був несумісний з теорієюФрідріха Візера та теорією відсотка Ойгена Бем-Баверка.

## Публікації
- 1869 , "Forschung die Bestimmung der natürlichen Höhe des Güterpreises möglich?" (Чи можливо дослідження визначити ціни товарів за кількістю природних ресурсів?), Zeitschrift für die gesamte Staatswissenschaft, Vol 25, pp189–238
- 1889 , «Der Wert in der isolierten Wirtschaft» [Цінність в економічній ізоляції], Відень: Manz
- 1893 , "Das Wesen und die beiden Hauptrichtungen des Sozialismus" (Сутність і два основних напрямки соціалізму), Відень: Manz
- 1894 , "Thünens naturgemäßer Arbeitslohn" (Теорія фон Тюнена про заробітну плату відповідно до природи), Zeitschrift für Volkswirtschaft, Socialpolitik und Verwaltung, Том 3, стор.27-62
- 1897 , "Der 3. Band von Karl Marx. Das Kapital" ("Третій том "Капіталу" Карла Маркса"), Zeitschrift für Volkswirtschaft, Socialpolitik und Verwaltung, Vol 6, pp242–299
- 1903 , "Die nationalökonomische Lehre vom Credit" [Економічна доктрина кредиту], Інсбрук, Вагнер